# Machine à écrire (Gulliver)
Pour l'instrument mécanographique, voir Machine à écrire.
La Machine à écrire est une invention fictive de Jonathan Swift, dont le fonctionnement est décrit dans le troisième voyage de Gulliver. Reposant sur un mécanisme de computation des mots, elle constitue une préfiguration de l'ordinateur moderne.

## Une invention fictive

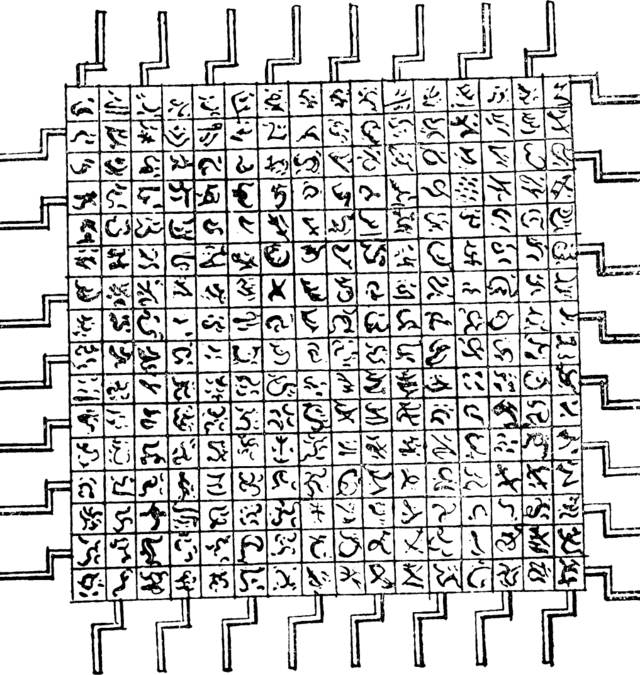
Illustration de la machine à écrire dans la première édition des Voyages de Gulliver (1726)

Lors de son troisième voyage, Gulliver réside quelque temps à Lagado, la métropole du pays de Balnibarbi régi par l'île volante de Laputa. Lagado est notamment le siège d'une Académie richement dotée par le gouvernement de Laputa. Jonathan Swift décrit pendant deux chapitres les inventions et spéculations inutiles de ces chercheurs, qui ne remédient en rien aux conditions de vies misérables des Balnibarbiens. L'académie apparaît comme une transposition satirique de la Royal Society et, plus largement, comme une critique du scientisme purement théorique, sans visée pratique ou utilitaire.
Évoquée dans le chapitre 5, la machine à écrire constitue un outil pédagogique, élaboré par un professeur pour ses élèves, visant à générer potentiellement n'importe quels discours. Elle prend l'apparence d'un carré d'un peu moins de sept mètres de côté. À l'intérieur du carré sont disposés des bouts de bois représentant toutes les « parties du langage » écrit à Lagado (mots, verbes, particules) et reliés par du fil de fer (slender wire) et connectés au bord du cadre par un manche en métal (iron handle). En retournant les quarante manches situées à l'extrémité, les élèves génèrent de nouvelles combinaisons.
Les résultats n'ont généralement aucun sens, à l'exception de quelque mots. Le professeur note cependant que la répartition des bouts de bois n'obéit pas totalement au hasard, mais qu'il a tenté de restituer les proportions lexicales mises en œuvre dans la littérature de Lagado. Il a déjà rempli plusieurs folios à partir des calculs de la machine mais estime qu'un investissement plus important (qui aboutirait à la création de cinq cents machines) permettrait d'aboutir à des résultats bien supérieurs. Gulliver conclut cette entrevue en assurant qu'il mettra tout en œuvre pour que les savants européens reconnaissent au professeur la paternité de cette création.

## Une satire du Lullisme?
Philosophe et poète du XIIIe siècle, Raymond Lulle a conçu une machine logique visant à qualifier la vérité ou l'erreur d'une démonstration. L'Ars Generalis Ultima représente les propositions, les théories et les prédicats par des figures géométriques. L'action de leviers et de cadrans permet de les imbriquer logiquement et de déduire mécaniquement l'exactitude du raisonnement.
Les réflexions de Lulle suscitent de nombreux débats au cours de la seconde moitié du XVIIe siècle. En 1705, un chercheur allemand, Daniel Georg Morhof, publie ainsi une synthèse détaillée sur l'utilisation de l'algorithmique pour générer et combiner des discours, De Arguta Dictione. La combinatoire lulliste constitue l'un des principaux sujets de discussion de l'ancêtre de la Royal Society, le collège invisible (Invisible college) tout à la fin du XVIIe siècle.
Ce débat intellectuel avait suffisamment marqué le public « pour qu'une parodie puisse fonctionner ». La machine logique constitue ainsi une des cibles privilégiées de la satire de la Royal Society du Voyage de Gulliver. Pour Swift, elle n'est guère qu'un  fantasme spéculatif, sans réel fondement rationnel. Celui-ci fait clairement allusion à certaines prétentions extrêmes de théoriciens lullistes. À l'instar du professeur de Lagado, Quirinus Kuhlmann appelle en 1674 à la conception d'un Ars magna librum scribendi qui permettrait de générer tous les livres existants et tous les livres possibles. Ces suppositions et leur traitement parodique dans Gulliver anticipent sur la formulation du paradoxe du singe savant par Émile Borel en 1913.

## Postérité
Paradoxalement, la satire de Swift constitue l'un des principaux héritages des débats lullistes des XVIIe et XVIIIe siècles. Une revue fondatrice de la statistique lexicale française, Mots, s'est ainsi placée à sa création sous le patronage de Lagado : « La machine de Lagado est le meilleur des juges, le seul non prévenu. Car seule elle permet de calculer, en tout désintéressement s'entend, les probabilités que possédait un type d'emploi par rapport à la foison des emplois possibles et égaux, de surprendre ainsi les formes et leurs alliances là où l'uniformité des chances s'attendait le moins à les voir apparaître… ou s'absenter ».